# Lithophyllum cabiochiae
Espèce
Synonymes
- Lithophyllum crodelioides Boudouresque, 1978[2]
- Lithophyllum frondosum f. cabiochae (Boudouresque & M.Verlaque) Babbini & Bressan, 1997[2]
- Pseudolithophyllum cabiochiae Boudour. et M.Verlaque, 1978[1],[2]

Lithophyllum cabiochae est une espèce d’algue rouge de la famille des Corallinaceae.